# Kylie (album)
Kylie – debiutancki album studyjny australijskiej wokalistki Kylie Minogue. Został wydany 4 lipca 1988 nakładem wytwórni PWL, Mushroom i Geffen. Do tej pory sprzedano 7 milionów kopii albumu.

## Lista utworów
Wszystkie piosenki zostały napisane i skomponowane przez trio producenckie Stock, Aitken i Waterman, wyjątki zostały zaznaczone.
1. „I Should Be So Lucky” – 3:24
2. „The Loco-Motion” – 3:14 (napisali: Gerry Goffin i Carole King)
3. „Je Ne Sais Pas Pourquoi” – 4:01
4. „It's No Secret” – 3:58
5. „Got to Be Certain” – 3:19
6. „Turn It into Love” – 3:37
7. „I Miss You” – 3:15
8. „I'll Still Be Loving You” – 3:50
9. „Look My Way” – 3:36
10. „Love at First Sight” – 3:08

## Pozycje na listach przebojów
| Kraj            | Lista             | Pozycja |
| --------------- | ----------------- | ------- |
| Australia       | ARIA Charts       | 2       |
| Austria         | Ö3 Austria Top 40 | 15      |
| Niemcy          | GfK Entertainment | 8       |
| Norwegia        | Norwegian Charts  | 10      |
| Szwecja         | Swedish Charts    | 22      |
| Szwajcaria      | Swiss Charts      | 7       |
| USA             | Billboard 200     | 53      |
| Wielka Brytania | UK Albums Chart   | 1       |